# Revúcká vrchovina
Revúcka vrchovina je geomorfologický celek Slovenského rudohoří na Slovensku. Představuje pás území od Lučence po Rožňavu, vtěsnaného mezi Stolické vrchy na severu a mírně zvlněnou Jihoslovenskou kotlinu. Nejvyšší vrch Veľký Radzim dosahuje 998 m n. m.

## Polohopis
Rozsáhlé území vrchoviny se táhne v pásu od jihozápadu na severovýchod a obklopují ji Veporské vrchy (severozápad), Stolické vrchy (sever), Volovské vrchy (severovýchod a východ), Rožňavská kotlina a Slovenský kras (jihovýchod), Jihoslovenská kotlina (jih) a Ostrôžky (západ).

## Geomorfologie
Revúcká vrchovina patří do geomorfologické oblasti Slovenské rudohoří, subprovincie Vnitřní Západní Karpaty, provincie Západní Karpaty, podsystému Karpaty a Alpsko-himálajské soustavy.
Revúcka vrchovina se člení na 5 geomorfologických podcelků a 9 části:
- Cinobanské předhůří
  - Lovinobanská brázda
  - Malinska brázda
- Železnícké předhůří
  - Pokoradzská tabule
  - Blžská tabule
  - Rimavské podolie
  - Železnička brázda
  - Jelšavské podolie
- Hrádok
  - Štítnické podolie
- Turecká
  - Slanské podolie
- Dobšinské předhůří

## Vrchy a sedla
Nejlépe vrchy Revúcké vrchoviny leží v její severovýchodní části:
- Veľký Radzim 998 m n. m. - nejvyšší vrchol
- Turecká 995 m n. m.
- Magura (883)
- Spúšťadlo (860)
- Železník (814)
- Hrádok (809)

Sedla jsou většinou mělká a nevýrazná, nejvýznamnější jsou:
- Brezina (cesta Hnúšťa - Ratková)
- Hrádok (Jelšava - Štítnik)
- Hora (masiv Veľký Radzim)
- Filipka (Nižná Slaná)

## Doliny
Doliny probíhají převážně od severu na jih, ze Stolických hor do Jihoslovenské kotliny a tím směrem protékají i potoky a řeky. Západní část pohoří patří do povodí řeky Ipeľ, střední a východní část je součástí povodí Slané. Údolími také vedou komunikace a několik lokálních železničních tratí.

## Turismus
Revúckou vrchovinu křižuje množství lokálních a několik regionálních turistických tras. Mezi významné trasy patří Cesta Márie Széchy, směřující z Muráně do Rimavské Soboty a důležitou křižovatkou turistických stezek je lokalita Hrádok nad Ochtinou. Velmi vyhledávanou lokalitou je národní přírodní památka Ochtinská aragonitová jeskyně, zapsaná na seznamu Světového dědictví UNESCO. Raritou je i nedokončený tunel pod Homôľkou (Slavošovský tunel).